# Агуас-Морнас
Агуас-Морнас (порт. Águas Mornas)  —  муниципалитет в Бразилии, входит в штат Санта-Катарина. Составная часть мезорегиона Гранди-Флорианополис. Входит в экономико-статистический  микрорегион Табулейру. Население составляет 5140 человек на 2006 год. Занимает площадь 360,757 км². Плотность населения — 14,2 чел./км².

## История
Город основан 29 декабря 1961 года.

## Статистика
- Валовой внутренний продукт на 2003 составляет 39.234.349,00 реалов (данные: Бразильский институт географии и статистики).
- Валовой внутренний продукт на душу населения на 2003 составляет 6.880,81 реалов (данные: Бразильский институт географии и статистики).
- Индекс развития человеческого потенциала на 2000 составляет 0,783 (данные: Программа развития ООН).

## География

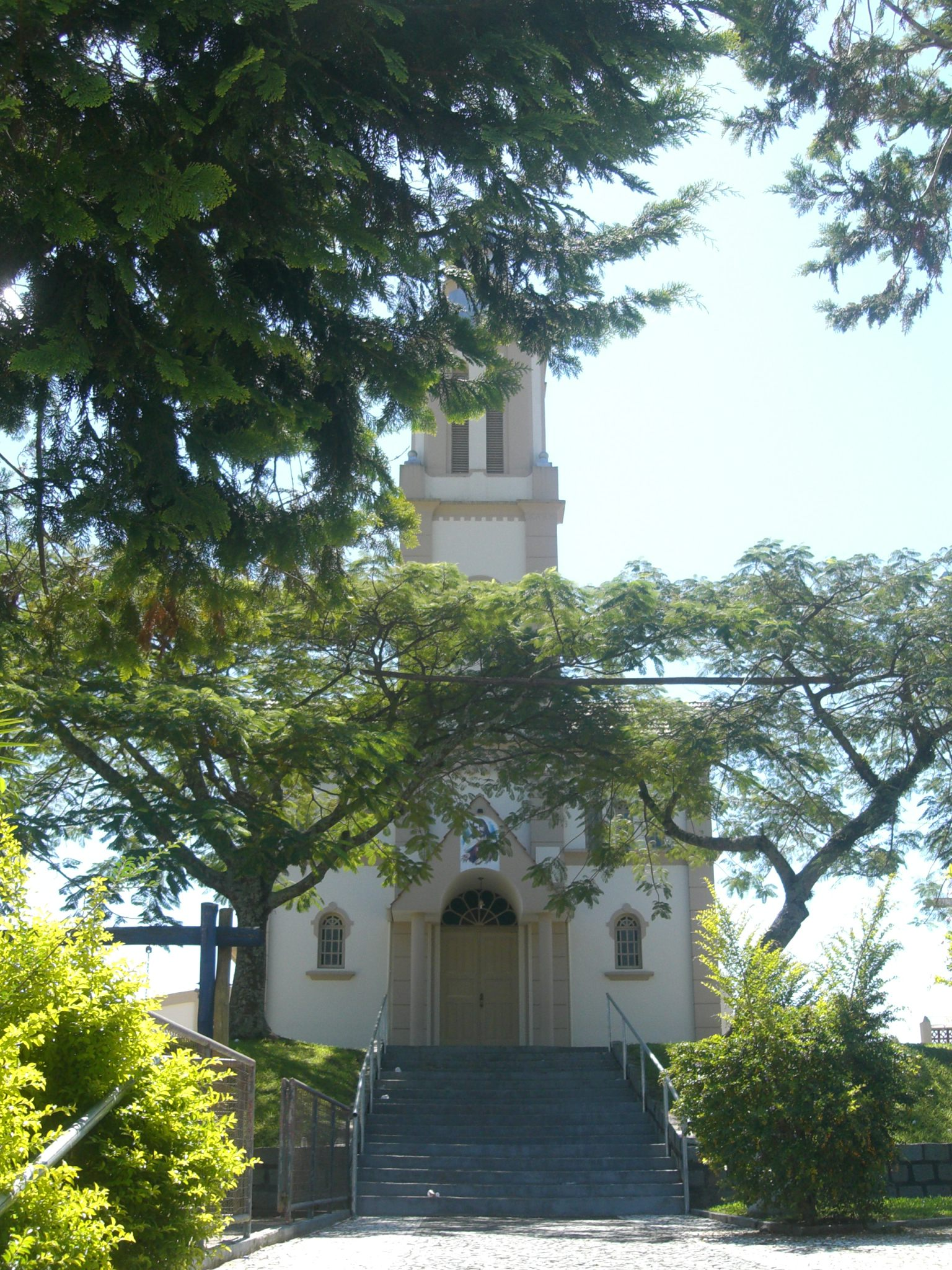
Собор

Климат местности: умеренный.